# Campeonato Mundial de Atletismo en Pista Cubierta de 1999

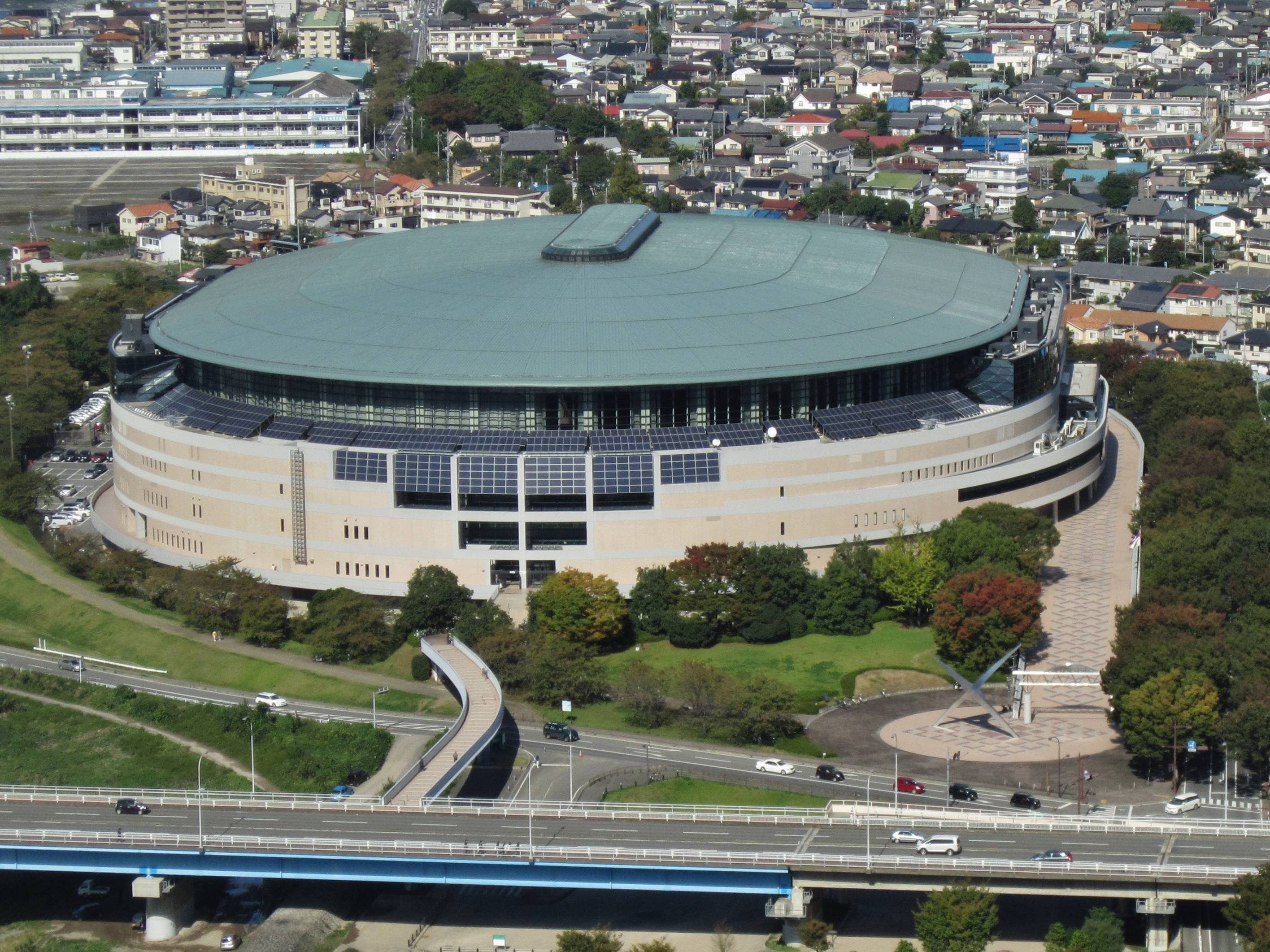
Vista aérea del Green Dome Maebashi.

El VII Campeonato Mundial de Atletismo en Pista Cubierta se celebró en la localidad de Maebashi (Japón) entre el 5 y el 7 de marzo de 1999 bajo la organización de la Asociación Internacional de Federaciones de Atletismo y la Asociación Japonesa de Federaciones de Atletismo.
Las competiciones se llevaron a cabo en el Green Dome. Se contó con la presencia de 487 atletas de 115 países. 

## Resultados

### Masculino
| Evento                    | Oro                                                                           | Plata                                                                                   | Bronce                                                                      |
| ------------------------- | ----------------------------------------------------------------------------- | --------------------------------------------------------------------------------------- | --------------------------------------------------------------------------- |
| 60 m (07.03)              | Maurice Greene Estados Unidos 6,42 s                                          | Tim Harden Estados Unidos 6,43 s                                                        | Jason Gardener Reino Unido 6,46 s                                           |
| 200 m (06.03)             | Frank Fredericks Namibia 20,10                                                | Obadele Thompson Barbados 20,26                                                         | Kevin Little Estados Unidos 20,48                                           |
| 400 m (07.03)             | Jamie Baulch Reino Unido 45,73                                                | Milton Campbell Estados Unidos 45,99                                                    | Alejandro Cárdenas · México · 46,02                                         |
| 800 m (07.03)             | Johan Botha Sudáfrica 1:45,47                                                 | Wilson Kipketer Dinamarca 1:45,49                                                       | Nico Motchebon · Alemania · 1:45,74                                         |
| 1.500 m (07.03)           | Haile Gebrselassie Etiopía 3:33,77                                            | Laban Rotich Kenia 3:33,98                                                              | Andrés Díaz · España · 3:34,46                                              |
| 3.000 m (05.03)           | Haile Gebrselassie Etiopía 7:53,57                                            | Paul Bitok Kenia 7:53,79                                                                | Million Wolde Etiopía 7:53,85                                               |
| 60 m vallas (05.06)       | Colin Jackson Reino Unido 7,38                                                | Reggie Torian Estados Unidos 7,40                                                       | Falk Balzer · Alemania · 7,44                                               |
| Salto de altura (07.03)   | Javier Sotomayor · Cuba · 2,36 m                                              | Viacheslav Voronin · Rusia · 2,36 m                                                     | Charles Austin Estados Unidos 2,33 m                                        |
| Salto con pértiga (06.03) | Jean Galfione Francia 6,00                                                    | Jeff Hartwig Estados Unidos 5,95                                                        | Danny Ecker · Alemania · 5,85                                               |
| Salto de longitud (07.03) | Iván Pedroso · Cuba · 8,62                                                    | Yago Lamela · España · 8,56                                                             | Erick Walder Estados Unidos 8,30                                            |
| Salto triple (05.03)      | Charles Michael Friedek · Alemania · 17,18                                    | LaMark Carter Estados Unidos 16,98                                                      | Zsolt Czingler · Hungría · 16,98                                            |
| Peso (05.03)              | Alexander Bagach · Ucrania · 21,41                                            | John Godina Estados Unidos 21,06                                                        | Yuri Belonog · Ucrania · 20,89                                              |
| 4 x 400 m (07.03)         | Estados Unidos Andre Morris Dameon Johnson Deon Minor Milton Campbell 3:02,83 | Polonia · Piotr Haczek · Jacek Bocian · Piotr Rysiukiewicz · Robert Maćkowiak · 3:03,01 | Reino Unido Allyn Condon Solomon Wariso Adrian Patrick Jamie Baulch 3:03,20 |
| Heptatlón (07.03)         | Sebastian Chmara · Polonia · 6.386 pts.                                       | Erki Nool Estonia 6.374 pts.                                                            | Roman Šebrle · República Checa · 6.319 pts.                                 |

1. ↑  Descalificación por dopaje del medallista de plata, el búlgaro Rostislav Dimitrov.[1]

### Femenino
| Evento                    | Oro                                                                                             | Plata                                                                     | Bronce                                                                                          |
| ------------------------- | ----------------------------------------------------------------------------------------------- | ------------------------------------------------------------------------- | ----------------------------------------------------------------------------------------------- |
| 60 m (07.03)              | Ekateríni Thánou · Grecia · 6,96 s                                                              | Gail Devers Estados Unidos 7,02 s                                         | Philomena Mensah · Canadá · 7,07 s                                                              |
| 200 m (06.03)             | Ionela Ţîrlea · Rumania · 22,39                                                                 | Svetlana Goncharenko · Rusia · 22,69                                      | Pauline Davis Bahamas 22,70                                                                     |
| 400 m (07.03)             | Grit Breuer · Alemania · 50,80                                                                  | Falilat Ogunkoya Nigeria 51,25                                            | Jearl Miles-Clark Estados Unidos 51,45                                                          |
| 800 m (07.03)             | Ludmila Formanová · República Checa · 1:56,90                                                   | Maria de Lurdes Mutola Mozambique 1:57,17                                 | Natalia Tsiganova · Rusia · 1:57,47                                                             |
| 1.500 m (06.03)           | Gabriela Szabo · Rumania · 4:03,23                                                              | Violeta Szekely · Rumania · 4:03,53                                       | Lidia Chojecka · Polonia · 4:05,86                                                              |
| 3.000 m (07.03)           | Gabriela Szabo · Rumania · 8:36,42                                                              | Zahra Ouaziz Marruecos 8:38,43                                            | Regina Jacobs Estados Unidos 8:39,14                                                            |
| 60 m vallas (05.03)       | Olga Shishigina · Kazajistán · 7,86                                                             | Glory Alozie Nigeria 7,87                                                 | Keturah Anderson · Canadá · 7,90                                                                |
| Salto de altura (05.03)   | Jristina Kalcheva Bulgaria 1,99 m                                                               | Zuzana Kováčiková-Hlavoňová · República Checa · 1,96 m                    | Tisha Waller Estados Unidos 1,96 m                                                              |
| Salto con pértiga (05.03) | Nastja Ryshich · Alemania · 4,50                                                                | Vala Flosadóttir Islandia 4,45                                            | Nicole Humbert · Alemania · Zsuzsa Szabó · Hungría · 4,35                                       |
| Salto de longitud (06.03) | Tatiana Kotova · Rusia · 6,86                                                                   | Shana Williams Estados Unidos 6,82                                        | Iva Prandzheva Bulgaria 6,78                                                                    |
| Salto triple (07.03)      | Ashia Hansen Reino Unido 15,02                                                                  | Iva Prandzheva Bulgaria 14,94                                             | Šárka Kašpárková · República Checa · 14,87                                                      |
| Peso (06.03)              | Svetlana Kriveliova · Rusia · 19,08                                                             | Krystyna Zabawska · Polonia · 19,00                                       | Teri Steer-Tunks Estados Unidos 18,86                                                           |
| 4 x 400 m (07.03)         | Rusia · Tatiana Chebikina · Svetlana Goncharenko · Olga Kotliarova · Natalia Nazarova · 3:24,25 | Australia Susan Andrews Tania van Heer Tamsyn Lewis Cathy Freeman 3:26,87 | Estados Unidos Monique Hennagan Michele Collins Zundra Feagin-Alexander Shanelle Porter 3:27,59 |
| Pentatlón (05.03)         | Le Shundra Nathan Estados Unidos 4.753 pts.                                                     | Irina Belova · Rusia · 4.691 pts.                                         | Urszula Włodarczyk · Polonia · 4.596 pts.                                                       |

1. ↑  Descalificación por dopaje de la medallista de bronce, la estadounidense Inger Miller.[1]
2. ↑  Descalificación por dopaje de las medallistas de oro y bronce, la ucraniana Vita Pavlysh y la rusa Irina Korzhanenko, respectivamente.[1]

## Medallero
| Núm. | País            | Oro | Plata | Bronce | Total |
| ---- | --------------- | --- | ----- | ------ | ----- |
| 1    | Estados Unidos  | 3   | 8     | 8      | 19    |
| 2    | Rusia           | 3   | 3     | 1      | 7     |
| 3    | Rumania         | 3   | 1     | 0      | 4     |
| 4    | Alemania        | 3   | 0     | 4      | 7     |
| 5    | Reino Unido     | 3   | 0     | 2      | 5     |
| 6    | Etiopía         | 2   | 0     | 1      | 3     |
| 7    | Cuba            | 2   | 0     | 0      | 2     |
| 8    | Polonia         | 1   | 2     | 2      | 5     |
| 9    | República Checa | 1   | 1     | 2      | 4     |
| 10   | Bulgaria        | 1   | 1     | 1      | 3     |
| 11   | Ucrania         | 1   | 0     | 1      | 2     |
| 12   | Francia         | 1   | 0     | 0      | 1     |
| 12   | Grecia          | 1   | 0     | 0      | 1     |
| 12   | Kazajistán      | 1   | 0     | 0      | 1     |
| 12   | Namibia         | 1   | 0     | 0      | 1     |
| 12   | Sudáfrica       | 1   | 0     | 0      | 1     |
| 17   | Kenia           | 0   | 2     | 0      | 2     |
| 17   | Nigeria         | 0   | 2     | 0      | 2     |
| 19   | España          | 0   | 1     | 1      | 2     |
| 20   | Australia       | 0   | 1     | 0      | 1     |
| 20   | Barbados        | 0   | 1     | 0      | 1     |
| 20   | Dinamarca       | 0   | 1     | 0      | 1     |
| 20   | Estonia         | 0   | 1     | 0      | 1     |
| 20   | Islandia        | 0   | 1     | 0      | 1     |
| 20   | Marruecos       | 0   | 1     | 0      | 1     |
| 20   | Mozambique      | 0   | 1     | 0      | 1     |
| 27   | Canadá          | 0   | 0     | 2      | 2     |
| 27   | Hungría         | 0   | 0     | 2      | 2     |
| 29   | Bahamas         | 0   | 0     | 1      | 1     |
| 29   | México          | 0   | 0     | 1      | 1     |
|      | TOTAL           | 28  | 28    | 29     | 85    |